# Bashir Humphreys
Bashir Humphreys (Exeter, 15 marzo 2003) è un calciatore inglese, difensore del Burnley.

## Caratteristiche tecniche
È un difensore centrale che può agire anche da terzino.

## Carriera

### Club
Humphreys è cresciuto nel settore giovanile del Chelsea ed ha firmato il suo primo contratto professionistico nell'ottobre del 2021. Ha debuttato in prima squadra l'8 gennaio 2023 giocando titolare l'incontro di FA Cup perso 4-0 contro il Manchester City ed il 27 gennaio seguente è stato ceduto in prestito al Paderborn
Il 1º settembre 2023 ha prolungato il contratto fino al 2026 ed è passato con la stessa formula allo Swansea City, club gallese militante nella seconda divisione inglese, con cui ha segnato il suo primo gol decidendo la sfida del 4 ottobre contro il Norwich City. Il 21 agosto 2024 è stato ceduto in prestito al Burnley, sempre in seconda divisione.

### Nazionale
Ha giocato nella nazionale inglese Under-16.
Il 17 giugno 2022 è stato incluso dalla nazionale inglese Under-19 fra i convocati per il Campionato europeo di calcio Under-19, vinto in finale contro Israele.
Il 10 maggio 2023 è stato convocato dalla nazionale Under-20 per partecipare al Campionato mondiale di calcio Under-20 2023; successivamente ha giocato anche con la nazionale inglese Under-21.

## Statistiche

### Presenze e reti nei club
Statistiche aggiornate al 10 dicembre 2024.
| Stagione        | Squadra         | Campionato      | Campionato | Campionato | Coppe nazionali | Coppe nazionali | Coppe nazionali | Coppe continentali | Coppe continentali | Coppe continentali | Altre coppe | Altre coppe | Altre coppe | Totale | Totale |
| Stagione        | Squadra         | Comp            | Pres       | Reti       | Comp            | Pres            | Reti            | Comp               | Pres               | Reti               | Comp        | Pres        | Reti        | Pres   | Reti   |
| --------------- | --------------- | --------------- | ---------- | ---------- | --------------- | --------------- | --------------- | ------------------ | ------------------ | ------------------ | ----------- | ----------- | ----------- | ------ | ------ |
| 2022-gen. 2023  | Chelsea         | PL              | 0          | 0          | FACup+CdL       | 1+0             | 0               | -                  | -                  | -                  | -           | -           | -           | 1      | 0      |
| gen.-giu. 2023  | Paderborn       | 2L              | 12         | 0          | CG              | 1               | 0               | -                  | -                  | -                  | -           | -           | -           | 13     | 0      |
| ago. 2023       | Chelsea         | PL              | 0          | 0          | FACup+CdL       | 0+1             | 0               | -                  | -                  | -                  | -           | -           | -           | 1      | 0      |
| Totale Chelsea  | Totale Chelsea  | Totale Chelsea  | 0          | 0          |                 | 2               | 0               |                    | -                  | -                  |             | -           | -           | 2      | 0      |
| 2023-2024       | Swansea City    | FLC             | 24         | 1          | FACup+CdL+WLC   | 2+0+0           | 0               | -                  | -                  | -                  | -           | -           | -           | 26     | 1      |
| 2024-2025       | Burnley         | FLC             | 14         | 0          | FACup+CdL       | 0+1             | 0               | -                  | -                  | -                  | -           | -           | -           | 15     | 0      |
| Totale carriera | Totale carriera | Totale carriera | 50         | 1          |                 | 6               | 0               |                    | -                  | -                  |             | -           | -           | 56     | 1      |

## Palmarès

### Nazionale
- Campionato d'Europa Under-19: 1

2022